# The Blot

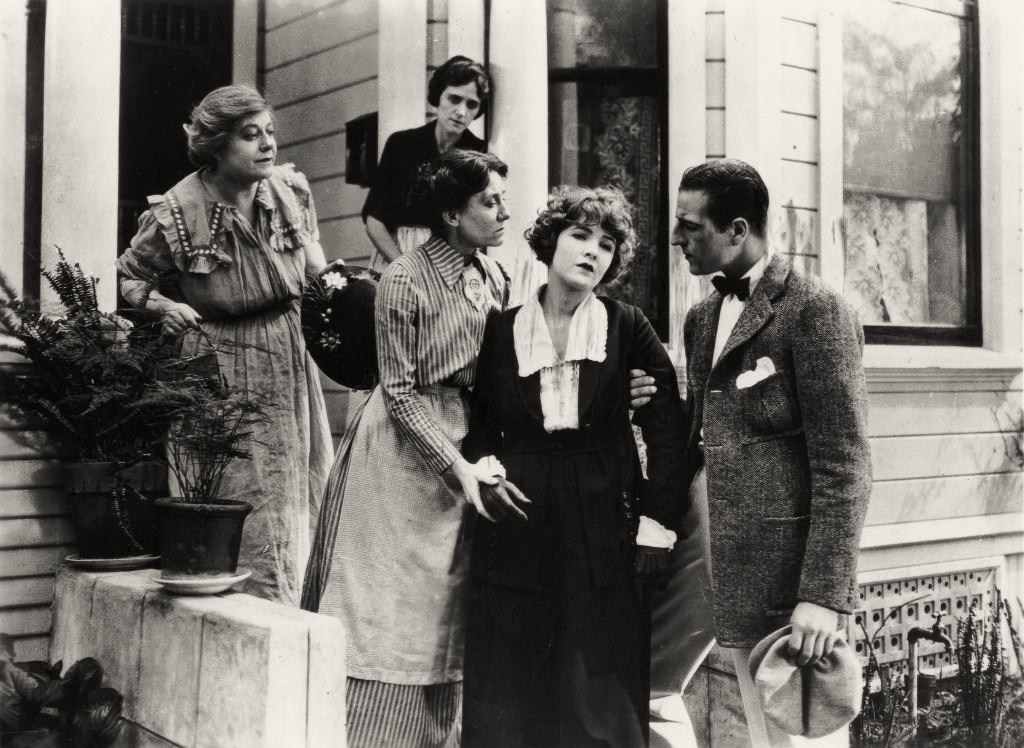
Scène du film The Blot, avec Margaret McWade, Claire Windsor et Louis Calhern.

The Blot est un film américain réalisé par Lois Weber et sorti en 1921.

## Fiche technique
- Réalisation : Lois Weber
- Scénario : Marion Orth, Lois Weber
- Photographie : Philip R. Du Bois, Gordon Jennings
- Production :  Lois Weber Productions
- Durée : 80 minutes
- Date de sortie : 4 septembre 1921

## Distribution

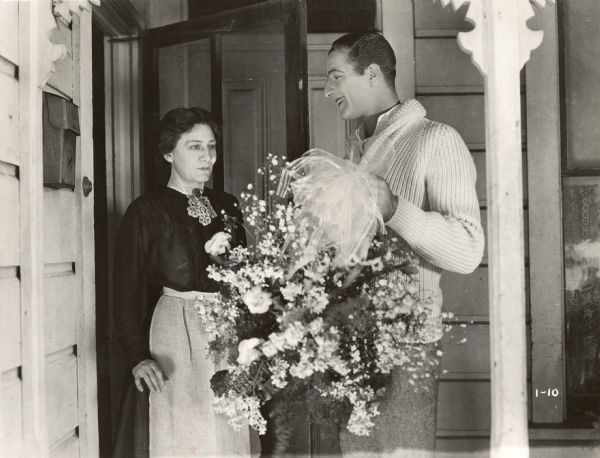
Louis Calhern et Margaret McWade dans une scène du film.

- Philip Hubbard : le Professeur, Andrew Theodore Griggs
- Margaret McWade : sa femme, Mrs. Griggs
- Claire Windsor : sa fille, Amelia Griggs
- Louis Calhern : Phil West
- Marie Walcamp : Juanita Claredon
- Larry Steers : un invité